# Baljci (Bileća, BiH)
Baljci su naseljeno mjesto u općini Bileća, Republika Srpska, Bosna i Hercegovina.

## Zemljopis
Naselje Baljci udaljeno je od Bileće 3 km zračne linije u pravcu sjeveroistoka.

## Povijest
U naselju se nalazi povijesno područje Tumuli (gomila) i nekropola sa stećcima Grebnice-Bunčići u zaseoku Radmilovića Dubrava. Gomila je iz ilirskoga razdoblja (pleme Deremisti). Zauzima prostor s promjerom od 10,05 metara, visoka je približno 1,5 metara, obujam gomile je 31,52 metra, a površina 85,56 metara. U dijelovima koji su niži i bliži zemlji gomila je obrasla raslinjem i drvećem. Na samoj gomili i oko nje nalazi se 291 stećak iz kasnog srednjeg doba.
U okviru projekta koji ima za cilj nominaciju stećaka – nadgrobnih spomenika za upis na listu svjetske baštine – UNESCO, i ova je nekropola s teritorija Bileća.

## Stanovništvo

### Popisi 1971. – 1991.
| Baljci        |               |               |               |
| godina popisa | 1991.         | 1981.         | 1971.         |
| Srbi          | 413 (99,04 %) | 472 (97,12 %) | 553 (94,53 %) |
| Muslimani     | 2 (0,480 %)   | 4 (0,823 %)   | 11 (1,880 %)  |
| Jugoslaveni   | 1 (0,240 %)   | 0             | 0             |
| Crnogorci     | 0             | 9 (1,852 %)   | 20 (3,419 %)  |
| Hrvati        | 0             | 1 (0,206 %)   | 0             |
| ostali        | 1 (0,240 %)   | 0             | 1 (0,171 %)   |
| ukupno        | 417           | 486           | 585           |

### Popis 2013.
| Baljci            |               |
| godina popisa     | 2013.         |
| Srbi              | 291 (98,31 %) |
| Bošnjaci          | 2 (0,676 %)   |
| nisu se izjasnili | 3 (1,014 %)   |
| ukupno            | 296           |

## Vanjske poveznice
- Službene mrežne stranice općine Bileća